# Herrschaft Lindau

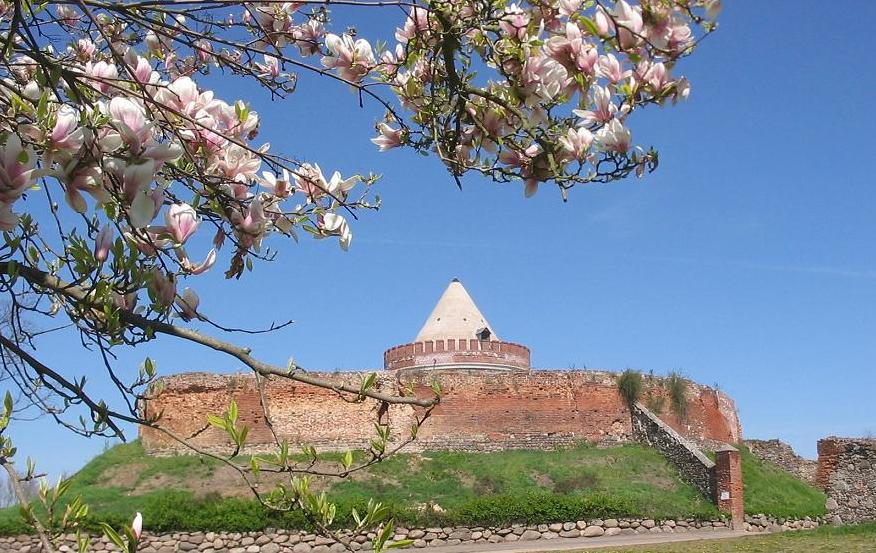
Die Burg Lindau

Die Herrschaft Lindau (auch Grafschaft Lindau oder Lindow) ist ein historisches Territorium in Anhalt und trägt den Namen des Ortes Lindau bei Zerbst. Sie befand sich zeitweise im Besitz der edelfreien Grafen von Lindow-Ruppin, einer Nebenlinie der Grafen von Arnstein. Aufgrund dessen wurde das Territorium auch als Grafschaft Lindau bezeichnet, obwohl es sich um eine Herrschaft und nicht um eine Grafschaft handelte.
1370 verpfändete Graf Albrecht VI. von Lindow-Ruppin die Herrschaft Lindau an Fürst Johann II. von Anhalt-Köthen. 1461 wurde die Herrschaft schließlich an die Fürsten Adolf I. und Albrecht IV. von Anhalt-Köthen verkauft. Das Adelsgeschlecht Lindow-Ruppin behielt sich im Rahmen des Verkaufs allerdings den Titel der Grafen von Lindow-Ruppin sowie ein Wiederkaufsrecht vor. Mit dem Erlöschen des Adelsgeschlechts Lindow-Ruppin 1524 ging das Wiederkaufsrecht an die Kurfürsten von Brandenburg über, die Lehnsherren der Herrschaft Lindau waren. 1577 überließ Kurfürst Johann Georg von Brandenburg dem Haus Anhalt die Herrschaft Lindau als Mannlehen und Afterlehen.